# Alen Halilović
Alen Halilović (pronunție în croată [xalǐːloʋitɕ]; n. 18 iunie 1996, Dubrovnik, cantonul Dubrovnik-Neretva, Croația) este un fotbalist croat, care joacă pe post de mijlocaș lateral la Fortuna Sittard⁠(d) în Eredivisie. Pe plan internațional, are prezențe la națională pentru Croația U-17⁠(d), Croația U18⁠(d), Croația U-21⁠(d) și Croația.
Fiind cel mai tânăr golgheter Prva HNL și cel mai tânăr fotbalist care a jucat vreodată pentru echipa națională a Croației, el a fost considerat una dintre cele mai promițătoare tinere talente ale fotbalului european.
La 27 martie 2014, Barcelona l-a transferat pe Halilović de la Dinamo Zagreb, semnând cu el un contract pe cinci ani. A jucat un singur meci pentru echipa de seniori (în Copa del Rey), petrecând cea mai mare parte a sezonului la echipa B. Sezonul următor a fost trimis sub formă de împrumut la Sporting Gijón, iar în iulie 2016 a semnat cu Hamburg.

## Cariera de club

### Dinamo Zagreb
La 27 septembrie 2012, a debutat pentru prima echipă în victoria obținută în fața lui Hajduk Split (3–1), când l-a înlocuit pe Sammir pentru ultimele zece minute ale meciului.  A devenit cel mai tânăr debutant din istoria lui Dinamo Zagreb, la vârsta de 16 ani și 101 zile. În următorul meci, cel cu Slaven Belupo, a intrat pe teren tot din postura de rezervă și a marcat golul final într-o victorie cu 4-1. Acest lucru l-a făcut cel mai tânăr golgheter din istoria campionatului, la vârsta de 16 ani și 112 zile, depășind recordul stabilit în noiembrie 2010 de fostul său coechipier, Mateo Kovačić. În noiembrie 2012, el a marcat cel de-al doilea gol în campionat pentru Dinamo, într-o victorie scor 5-0 împotriva lui NK Zadar, marcând din afara careului, dintr-o pasă marcată de Kovačić. În primul său sezon la Dinamo, a reușit să participe și în Liga Campionilor UEFA. La 24 octombrie 2012, și-a făcut debutul european în minutul 90 al întâlnirii împotriva echipei franceze Paris Saint-Germain pe stadionul Maksimir, înlocuindu-l pe Kovačić. Astfel, el a devenit cel mai tânăr jucător al clubului care a participat vreodată într-un meci din Liga Campionilor și al doilea cel mai tânăr jucător din istoria UEFA Champions League. 

### Barcelona
Pe 27 martie 2014, FC Barcelona a ajuns la un acord cu Dinamo Zagreb pentru ca Halilović să se alăture Barcelonei în iulie 2014, la începutul ferestrei de transfer de vară. A semnat un contract pe cinci ani pentru suma de 2,2 milioane de euro, care trebuia să crească dacă devenea om de bază în prima echipă, și a fost trimis să joace la echipa a doua din Segunda División.
La 2 aprilie 2014, FIFA a anunțat că Barcelona a primit interdicție la transferuri până în vara anului 2015, după ce a adus jucători minori, punând mutarea sub semnul întrebării. La 23 aprilie 2014, interdicția de transfer a FC Barcelona a fost suspendată mulțumită unei contestații făcute de clubul catalan, astfel că transferul s-a putut realiza. Pe 2 mai 2014, Halilović a semnat cu Barcelona un contract pe cinci ani, în valoare de 2,2 milioane de euro.
Halilović și-a făcut prima apariție pentru echipa mare a Barcelonei pe 15 ianuarie 2015, înlocuindu-l pe Adama Traoré în ultimele 28 de minute din victoria cu 4-0 în deplasare împotriva Elche CF din optimile Copa del Rey.  

#### Sporting Gijón (împrumut)
Pe 21 august 2015, el a fost împrumutat la Sporting de Gijón din a doua ligă spaniolă pentru un sezon. Pe 29 august, Halilović și-a făcut debutul în La Liga, intrând în a doua repriză în locul lui Carlos Carmona într-un meci din deplasare cu Real Sociedad terminat la egalitate, scor 0-0 . A marcat primul său gol din acel sezon pe 3 octombrie, marcând primul gol în victoria cu 2-1 în deplasare cu RCD Espanyol, iar la 1 noiembrie a marcat singurul gol al  victoriei împotriva lui Málaga CF pe El Molinón.
Halilović a intrat la pauză în locul lui Nacho Cases, pe 15 decembrie, în cupă din ultima etapă din 32 de secunde și a marcat de două ori, cu unul dintre goluri din penalty, meci care s-a terminat la egalitate 3-3 Real Betis, iar echipa sa a a trecut mai departe cu 5-3 la general.

### Hamburger SV
La 19 iulie 2016 echipa germană Hamburger SV din Bundesliga l-a transferat pentru 5,5 milioane euro, cu o clauză de răscumpărare impusă de Barcelona în valoare de 10 milioane de euro. Două zile mai târziu, Halilović a semnat un contract pe patru ani. Halilović a marcat primul său gol pentru club la debut într-un meci de cupă cupă cu FSV Zwickau din 22 august 2016. Acesta a fost singurul gol al meciului și a ajutat-o pe Hamburg să treacă în etapa următoare  Totuși, a trebuit să aștepte până pe 10 septembrie pentru a-și face debutul în campionat, în cel de-al doilea meci din campionat împotriva lui Bayer Leverkusen.

#### Las Palmas (împrumut)
În ianuarie 2017, Halilović a fost împrumutat de Las Palmas pentru 18 luni, cu opțiune pentru Las Palmas să-l cumpere definitiv.
În primul meci din sezonul 2017-2018 pentru Las Palmas, într-un meci împotriva Valenciei, Halilović a primit cartonaș roșu pentru un fault asupra lui José Gayá, în minutul 33.

### AC Milan
Pe 3 iulie 2018, Alen Halilović s-a alăturat echipei de Serie A AC Milan, care l-a adus liber de contract A semnat un contract până la 30 iunie 2021.

#### Standard Liège (împrumut)
La 31 ianuarie 2019, Halilović a fost împrumutat de Standard Liège cu opțiune de cumpărare până la 30 iunie 2020. 

#### SC Heerenveen (împrumut)
Începând din septembrie 2019, Halilović a fost împrumutat de echipa olandeză SC Heerenveen pe un an.

## Cariera internațională

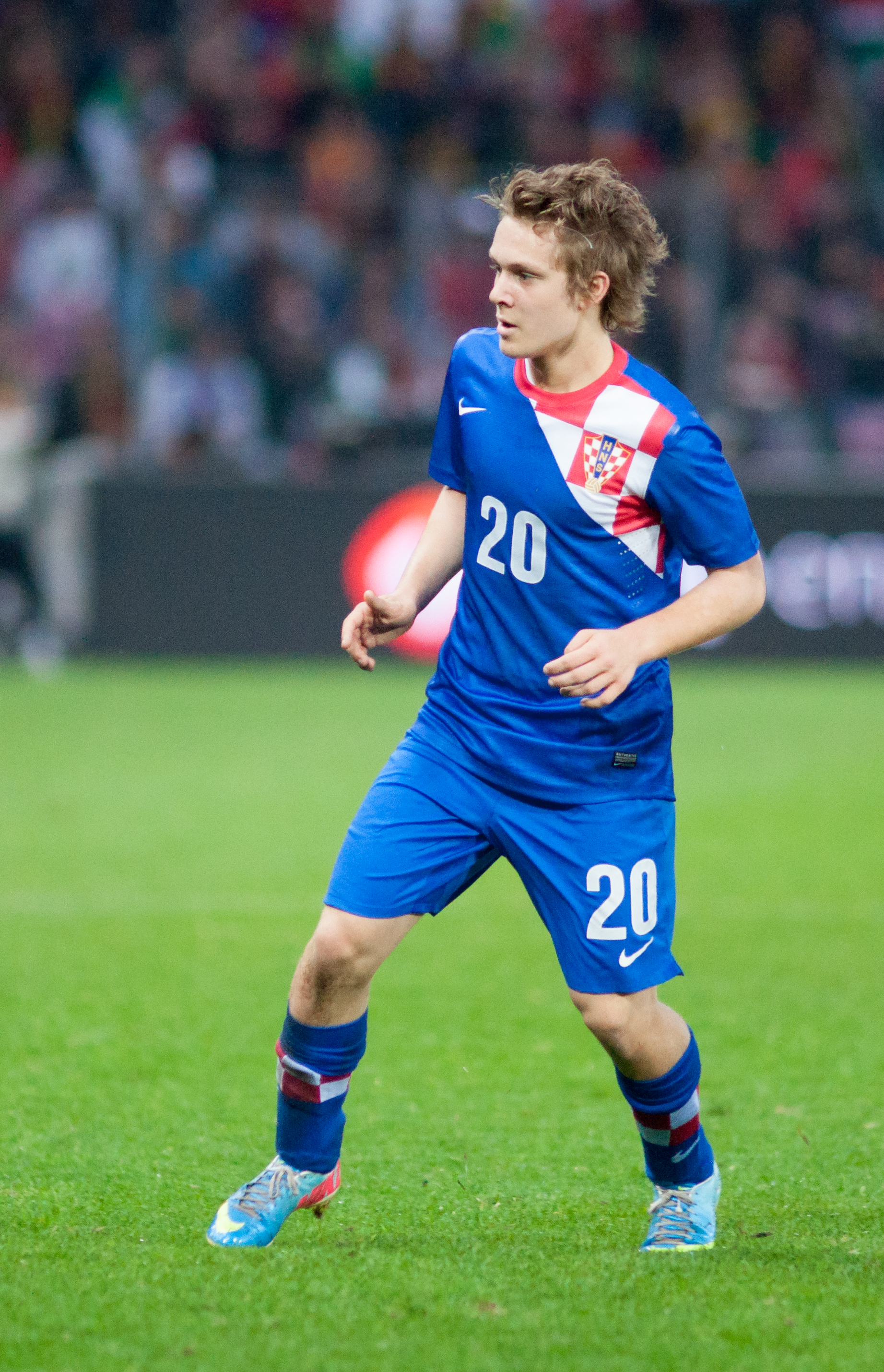
Halilović a jucat pentru Croația în 2013

Halilović a reprezentat echipa națională a Croației la mai multe categorii de vârstă ale naționalei de tineret. În martie 2013, a fost component al Croației U17 care s-a calificat la Campionatul European sub-17 ani din Slovacia  Pe 10 iunie 2013, Halilović și-a făcut debutul pentru echipa de seniori împotriva Portugaliei într-un meci amical, intrând în minutul 50 în locul lui Ivan Strinić. La 16 ani a devenit cel mai tânăr debutant din istoria Croației.

## Viața personală
Tatăl său, Sejad Halilović este bosniac, în timp ce mama sa Vanessa este croată. Tatăl său este un fost internațional bosniac și croat care a jucat pentru Dinamo Zagreb. Întreaga familie s-a mutat în Spania când a ajuns la FC Barcelona, iar cei doi frați mai mici ai săi, Dino și Damir, au jucat apoi la echipele de tineret ale clubului. Este un susținător al clubului bosniac FK Sarajevo .